# Czerwona Orkiestra

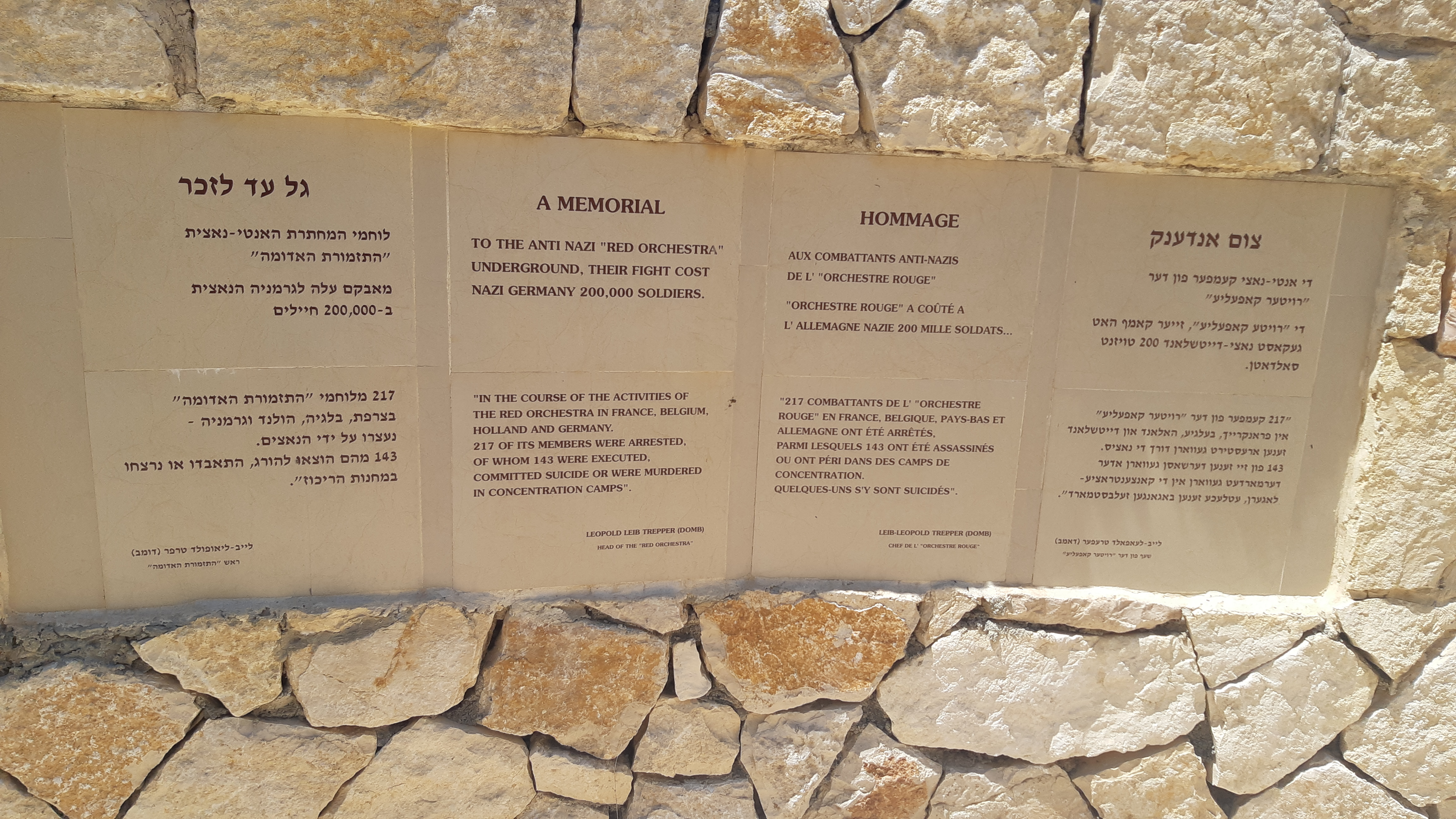
Tablica upamiętniająca działalność Czerwonej Orkiestry

Czerwona Orkiestra (niem. Rote Kapelle) – siatka szpiegowska podporządkowana wywiadowi ZSRR, funkcjonująca w latach II wojny światowej na terytorium Belgii, Holandii, Francji oraz III Rzeszy. Dostarczająca Związkowi Radzieckiemu informacje na temat produkcji przemysłu zbrojeniowego III Rzeszy, budowy Wału Atlantyckiego, nastrojów w Wehrmachcie i transportów wojskowych.
Nazwa Czerwona Orkiestra została nadana siatce przez kontrwywiad niemiecki, który prowadząc nasłuch komunikacji radiowej wywiadu ZSRR stwierdził, iż słowo „muzykant” oznacza w sowieckim żargonie szpiegowskim radiotelegrafistę – stąd nazwą „kapela” (niem. Kapelle) zaczęto określać grupy szpiegowskie. Przymiotnik „czerwony” (niem. rot) oznaczał powiązania organizacji z sowieckim wywiadem wojskowym GRU.
Szefem Czerwonej Orkiestry był Leopold Trepper (ps. „Otto” lub „Wielki Szef”), oficjalnie występujący jako kanadyjski biznesmen, Adam Mikler. Zadanie utworzenia w zachodniej Europie organizacji wywiadu wojskowego opartej na sieci przedsiębiorstw handlowych i produkcyjnych, mających zakamuflować rzeczywistą działalność agentów sowieckich, zlecił Trepperowi już w 1937 szef GRU, armkom Jan Bierzin.
W 1942 r. Czerwona Orkiestra była największą na świecie organizacją szpiegowską, dysponującą ponad 400 radiostacjami w krajach europejskich i kilkudziesięcioma tysiącami czynnych agentów – także w takich krajach jak Stany Zjednoczone, Kanada i Wielka Brytania.
Brukselska struktura Czerwonej Orkiestry została rozpracowana w grudniu 1941 przez Abwehrę, która zlokalizowała jej nadajniki i aresztowała jej przywódców, m.in. Leopolda Treppera w listopadzie 1942. W grudniu 1942 część kierownictwa siatki w Brukseli skazano na śmierć i stracono. W 1942 zlikwidowany został ośrodek w Paryżu, będący ówczesną centralą Czerwonej Orkiestry.
Abwehra z początkiem 1943 zorganizowała prowokację wywiadowczą, do której pozyskano m.in. Treppera – siatka miała działać pod kontrolą niemieckiego wywiadu, dostarczając sowieckiemu GRU spreparowane i fałszywe informacje.
W połowie 1943 GRU zorientowało się, że to podstęp i zerwało kontakty z Czerwoną Orkiestrą, która całkowicie przestała funkcjonować jesienią 1944. Leopold Trepper wydostał się pod koniec 1943 z Niemiec i wrócił do ZSRR, gdzie został aresztowany i skazany na wieloletnie więzienie na Łubiance, w którym przebywał do 1953 r.

## Grupa we Francji
„Czerwona orkiestra” powstała na początku 1929 roku we Francji w Paryżu. Siatka działała w systemie „Rabkor”- raboczij koriespondient. Opierała się na robotnikach komunistach, którzy przekazywali informacje o tym, co dzieje się w ich zakładach. We Francji sieć ta składała się z około trzech tysięcy robotników, pracujących przeważnie w zakładach zbrojeniowych. Pisali oni regularnie artykuły o sytuacji w swoich zakładach do organu Francuskiej Partii Komunistycznej, „L’Humanite”. Artykułów zawierających wartościowe informacje wywiadowcze nie publikowano, tylko przekazywano je do ambasady radzieckiej w Paryżu, a stamtąd do Moskwy. Na czele siatki został postawiony Jeszaj Bira, żydowski komunista. Posługiwał się pseudonimem „Fantomas”. Jego zastępcą był Alter Sztrum. Po trzech latach działalności oni i pozostałych pięciu szefów siatki zostało ujętych wskutek donosu. Wspomniani Jeszaj Bira i Alter Sztrum, zostali zatrzymani wskutek donosu od podwójnego agenta i skazani na trzy lata więzienia. Większość agentów uniknęła aresztowania.

## Grupa w Warszawie
W Warszawie istniała do sierpnia 1939 grupa, która była związana z GRU (Главным Разведывательным Управлением).
Koordynatorem tej prowadzonej przez Rudolfa Herrnstadta małej grupy był na początku II wojny światowej i po przesiedleniu do Berlina dyplomata Gerhard Kegel. Trzymał się on z dala od wszelkiej dalszej działalności opozycyjnej i dzięki temu w 1942 roku uniknął aresztu. W 1944 roku udało mu się zbiec do Armii Czerwonej.
Późniejszy wydawca Helmut Kindler, przyjaciel z młodości Ilse Stöbe należał, jak i ona, do tej grupy. Jako sprawozdawca wojenny i redaktor gazety żołnierskiej w Warszawie – zaryzykował utrzymywanie składu broni polskiego ruchu oporu. Na jesieni 1943 roku został z powodu swoich kontaktów aresztowany przez Gestapo.
Do tego kręgu należał też Rudolf von Scheliha, mający kontakty z polskim ruchem oporu poprzez Klementynę Mańkowską, związaną z organizacją wywiadowczą Muszkieterowie.
Na jesieni 1941 Scheliha zaprosił swego polskiego znajomego, hrabiego Adolfa Bnińskiego do Berlina – pod pretekstem redagowania dla urzędu spraw międzynarodowych (Auswärtiges Amt) propagandowych tekstów, skierowanych przeciw członkom polskiego ruchu oporu. Ambasador Ulrich Sahm w swej opublikowanej w 1990 roku autobiografii uważa za możliwe, że przy tej okazji Scheliha przekazał Bnińskiemu materiał do dokładnego udokumentowania zbrodni niemieckich okupantów. To ukończone w styczniu 1942 roku dzieło pt. „Nazistowska kultura w Polsce”, zredagowane przez polski ruch oporu i uwiecznione na mikrofilmie – zostało z wielkim osobistym ryzykiem ludzi biorących w tym udział przeszmuglowane do 1945 roku do Wielkiej Brytanii. Uchodzi ono za jedno z najbardziej dokładnych sprawozdań z okresu wojennego na temat holocaustu w Europie Wschodniej.